# 北派五大家
中国三、四十年代武侠小说创作最高成就的"北派五大家"以新思想、新观念和新文学技巧来界定新旧武侠、(又称"新派")，即为李寿民 (还珠楼主)、宫白羽(白羽)、王度庐、郑证因、朱贞木、五位作家。由于他们当时生活全在北方，大多以天津为创作中心，因此得名。
"奇幻仙侠派"、还珠楼主(李寿民)
- 民国武侠荒诞怪异的一派。

"社会反讽派"、宫白羽 (白羽)
- 融合西方文学的影响, 饱含着对社会现实的反讽和批判。

"帮会技击派"、郑证因
- 小说风格，偏向于粗犷豪放、刚烈火爆、广阔纷坛的江湖世界。

"悲剧侠情派"、王度庐
- 以悲剧侠情胜、人性的挣扎、爱恨交织和恩仇江湖、入到武侠小说灵魂深处。

"奇情推理派"、朱贞木
- 被称为"新派武侠小说之祖"。